# Music of the Spheres
Music of the Spheres är ett musikalbum av Mike Oldfield från 2008. Albumet består företrädesvis av pampig och harmonisk musik och är Oldfields första album där elgitarr inte används.

## Låtlista
1. "Harbinger" - 4:08
2. "Animus" - 3:09
3. "Silhouette" - 3:19
4. "The Tempest" - 5:48
5. "Harbinger (reprise) " - 1:30
6. "On My Heart" - 2:26
7. "Aurora" - 3:42
8. "Prophecy" - 2:54
9. "On My Heart (reprise)" - 1:16
10. "Harmonia Mundi" - 3:46
11. "The Other Side" - 1:28
12. "Empyrean" - 1:37
13. "Musica Universalis" - 6:24